# جبل باركابوم
جبل بارجابوم، هو جبل يقع في جبال كاتسكيل في نيويورك جنوب غرب مارغاريتفيل. يقع جبل تاتش مي نوت جنوب غرب جبل بارجابوم، ويقع جبل كروس شمال شرق البلاد.